# José Alexandre de Campos
José Alexandre Caetano de Campos e Almeida (Trancoso, 1794 — Pinhel, 1850) foi um professor da Universidade de Coimbra, doutor em Leis por aquela instituição, que exerceu importantes funções políticas, entre as quais as de deputado e de Ministro da Justiça e Cultos.

## Biografia
Estudou na Universidade de Coimbra onde obteve o grau de doutor em leis em 21 de Junho de 1818. Maçon, aderiu ao ideário liberal, sendo por isso perseguido em 1823 e 1828, tendo neste último ano sido afastado de professor em Coimbra e encarcerado em Almeida.
Com a vitória liberal na Guerra Civil Portuguesa regressou à carreira docente por decreto de 14 de Julho de 1834.
Foi membro da Sociedade Patriótica Lisbonense, organização política esquerdista radical que perdurou uns meses do ano 1836 mas que se manteve activa duma forma informal depois dessa data
Foi deputado de 1834 a 1842 e vice-reitor da Universidade de Coimbra entre 1834 e 1835. A nomeação para o cargo de vice-reitor foi iniciativa dos chamorros, grupo a que estava ligado, mas foi por eles demitido, sob a acusação de despotismo, tendo, então, passado para a oposição.  Considerado um orador parlamentar veemente e violento, foi subscritor da acusação de alta-traição aos implicados na belenzada de Novembro de 1836 e foi pesidente do Congresso Constituinte de 1837. 
Foi Ministro da Justiça no 9.º governo da Monarquia Constitucional, presidido por Sá da Bandeira e o quarto gabinete do setembrismo, em funções de 10 de agosto de 1837 a 9 de março de 1839. Neste governo foi considerado o inspirador do decreto de 17 de Novembro de 1836 que criou os liceus.
Voltou a ser preso em 1847.
Criou na Universidade de Coimbra a cadeira de Economia Política, que regeu nos intervalos das funções políticas.
Foi parente de Francisco António de Campos e sogro de Joaquim Simões Ferreira, também deputado e jornalista.